# Girl (2018)
Girl is een Belgische film uit 2018, geschreven en geregisseerd door Lukas Dhont.

## Verhaal
De vijftienjarige Lara wil carrière maken als ballerina en krijgt hierbij de steun van haar vader. Lara heeft echter een probleem, ze is namelijk geboren in het lichaam van een jongen.

## Rolverdeling
| Acteur               | Personage          |
| -------------------- | ------------------ |
| Victor Polster       | Lara Verhaeghen    |
| Arieh Worthaler      | Mathias Verhaeghen |
| Oliver Bodart        | Milo Verhaeghen    |
| Tijmen Govaerts      | Lewis              |
| Alice de Broqueville | Loïs               |
| Valentijn Dhaenens   | Dr. Pascal         |
| Katelijne Damen      | Dr. Naert          |
| Magali Elali         | Christine          |
| Daniel Nicodème      | Opa                |
| Els Olaerts          | Oma                |
| Pieter Piron         | Chirurg            |
| Rilke Eyckermans     | Juf Ilse           |

## Productie

### Ontstaan
Girl is de debuutspeelfilm van Lukas Dhont die het scenario schreef samen met Angelo Tijssens. Dhont kwam op het idee toen hij een kort artikel las over Nora Monsecour, een jong meisje dat ballerina wilde worden, maar geboren was in een jongenslichaam. Hij voerde daarna verschillende gesprekken met haar en andere jonge transgenderpersonen. De film werd ontwikkeld in het kader van het Résidence du Festival, een initiatief van de Cinéfondation (gelieerd aan het filmfestival van Cannes). In 2017 won het project, de work-in-progress-prijzen op CONNeXT in Gent en het Europees Filmfestival van Les Arcs.

### Release en ontvangst
Girl ging op 12 mei 2018 in wereldpremière op het filmfestival van Cannes in de sectie Un certain regard. 

De regisseur en de cast kregen na de wereldpremière van de film in Cannes een 25 minuten durende staande ovatie en vooral het acteerwerk van de jonge acteur Victor Polster maakte een grote indruk. De film werd op het festival bekroond met de debuutprijs Caméra d'or, de Queer Palm en de prijs voor beste vertolking voor Victor Polster in de sectie Un certain regard.

## Prijzen en nominaties
De film werd voorgedragen als de Belgische inzending voor de Academy Award van 2018.
| Jaar | Prijs                      | Categorie                                                          | Genomineerde(n)                | Uitslag     |
| ---- | -------------------------- | ------------------------------------------------------------------ | ------------------------------ | ----------- |
| 2019 | Magritte du cinéma         | Beste acteur                                                       | Victor Polster                 | Gewonnen    |
| 2019 | Magritte du cinéma         | Beste Vlaamse film                                                 | Lukas Dhont                    | Gewonnen    |
| 2019 | Magritte du cinéma         | Beste acteur in een bijrol                                         | Arieh Worthalter               | Gewonnen    |
| 2019 | Magritte du cinéma         | Beste scenario of bewerking                                        | Lukas Dhont en Angelo Tijssens | Gewonnen    |
| 2018 | Filmfestival van Cannes    | Caméra d'or - beste debuutfilm festival                            | Lukas Dhont                    | Gewonnen    |
| 2018 | Filmfestival van Cannes    | Prix FIPRESCI - internationale filmrecensenten (Un certain regard) | Lukas Dhont                    | Gewonnen    |
| 2018 | Filmfestival van Cannes    | Queer Palm                                                         | Lukas Dhont                    | Gewonnen    |
| 2018 | Filmfestival van Cannes    | Beste acteerprestatie (Un certain regard)                          | Victor Polster                 | Gewonnen    |
| 2018 | Filmfestival San Sebastián | Premio Sebastiane                                                  | Girl                           | Gewonnen    |
| 2018 | Europese Filmprijzen       | Beste film                                                         | Girl                           | Genomineerd |
| 2018 | Europese Filmprijzen       | Beste acteur                                                       | Victor Polster                 | Genomineerd |
| 2018 | Europese Filmprijzen       | Beste debuutfilm                                                   | Girl                           | Gewonnen    |